# Liebestaumel
Liebestaumel er en tysk stumfilm fra 1921 af Martin Hartwig.

## Medvirkende
- Conrad Veidt som Jalenko
- Maria Zelenka
- Margarete Lanner
- Heinrich Schroth
- Gustav Adolf Semler
- Erich Ziegel